# Władysław Dobrowolski

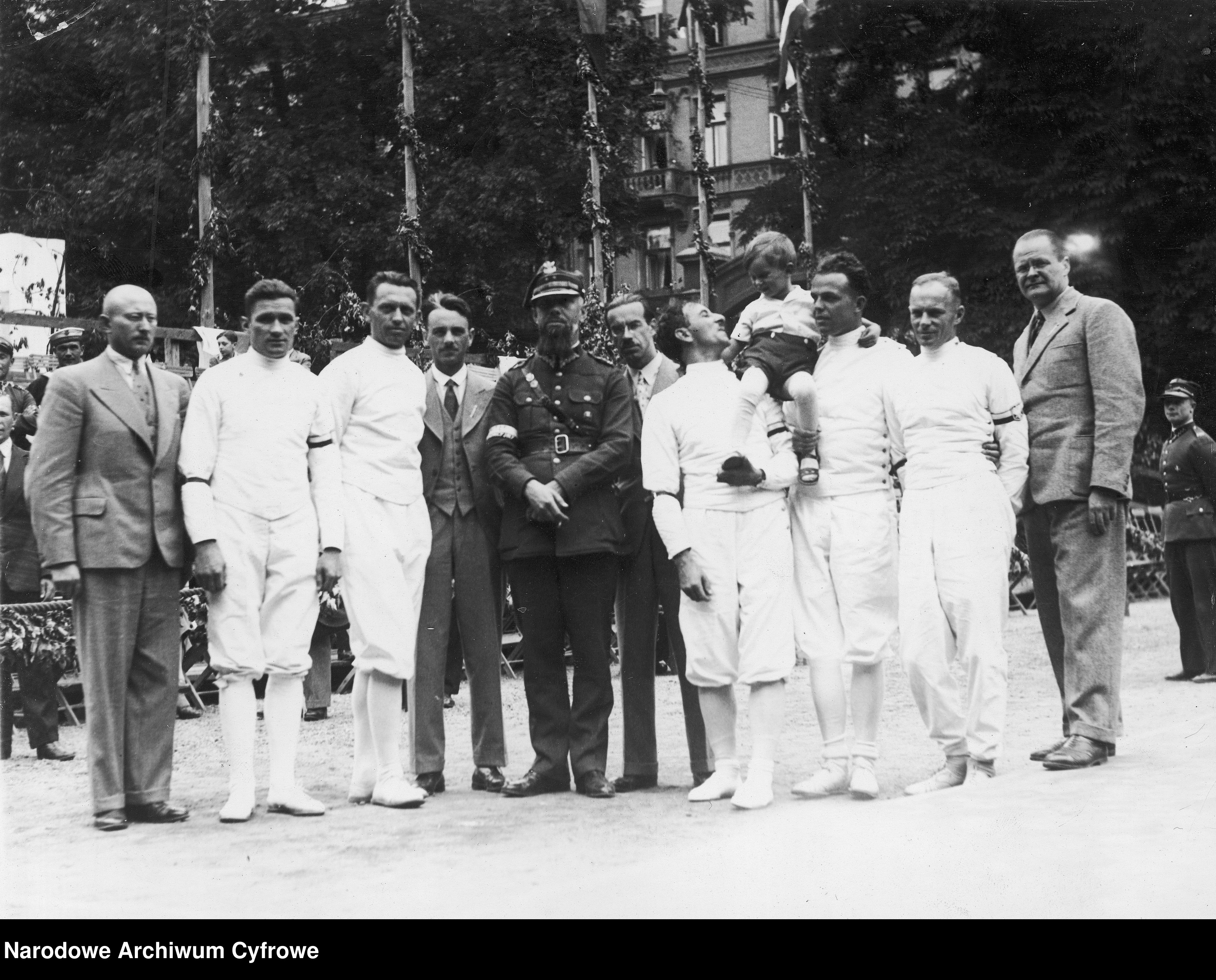
Szermiercze Mistrzostwa Europy, Warszawa czerwiec 1934. Władysław Dobrowolski z synem Jerzym (czwarty od prawej)

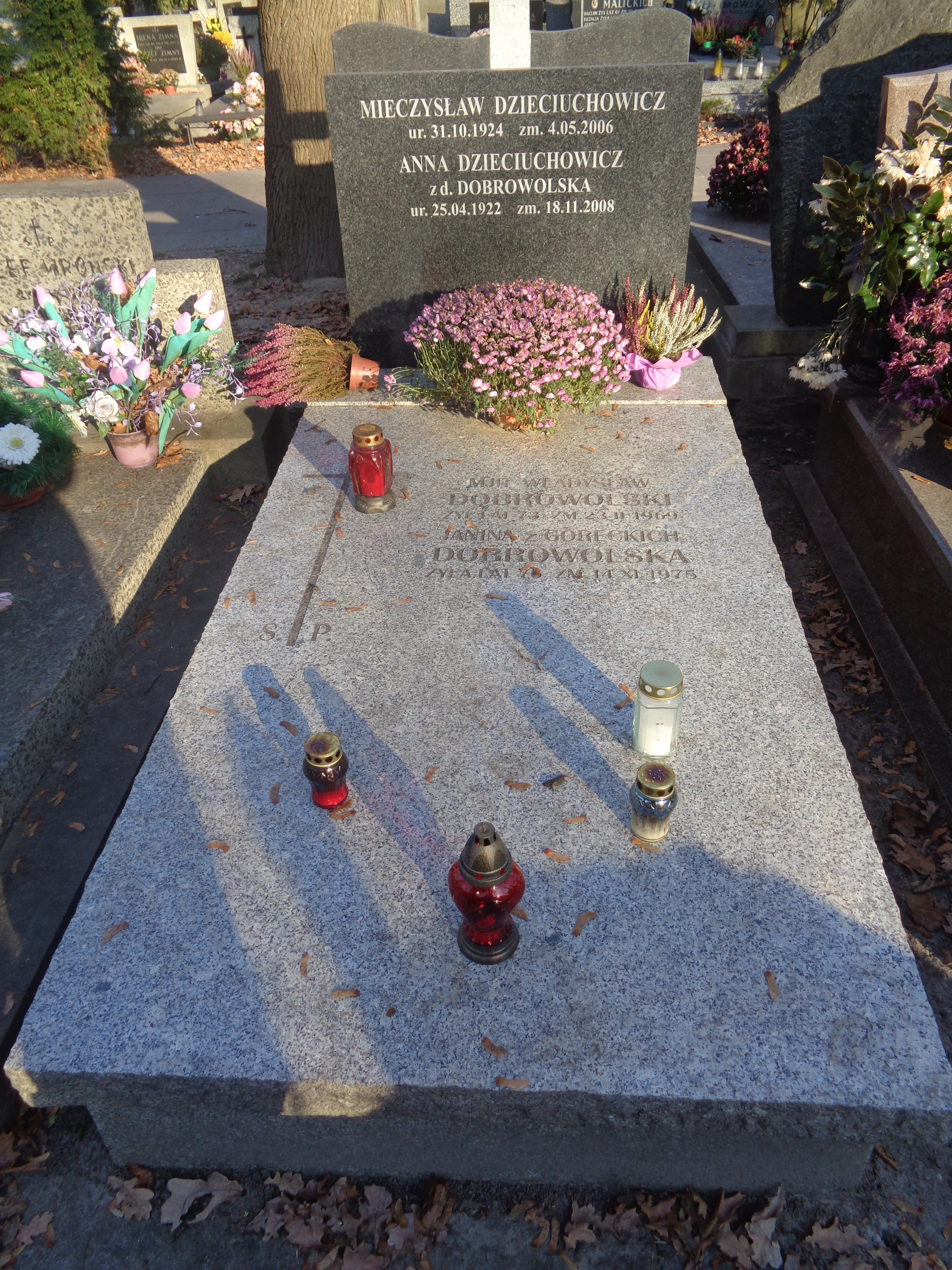
Grób Władysława Dobrowolskiego na Cmentarzu Wojskowym na Powązkach

Władysław Dobrowolski (ur. 2 stycznia 1896 w Małobądzu, zm. 23 lutego 1969 w Warszawie) – major piechoty Wojska Polskiego, działacz niepodległościowy, kawaler Orderu Virtuti Militari, lekkoatleta i szermierz, trener, działacz sportowy, brązowy medalista olimpijski w szermierce z Los Angeles. 

## Życiorys
Urodził się 2 stycznia 1896 w Małobądzu (obecnie część Będzina), w rodzinie Józefa, kowala, i Antoniny z Findzińskich. Uczęszczał do szkoły powszechnej w Będzinie. Ukończył sześć klas Szkoły Handlowej w Sosnowcu. W latach 1911–1914 pracował w Fabryce Kotłów Parowych, Maszyn i Konstrukcji Mostowych Wilhelma Fitznera i Konrada Gampera w Sosnowcu bez etatu, na zasadzie dniówkowej. Od 1912 działał w Związku Strzeleckim i PPS.
5 stycznia 1915 wstąpił do I Brygady Legionów Polskich. 12 kwietnia tego roku został przydzielony do V batalionu. Dwukrotnie został ranny: 3 sierpnia 1915 pod Lubartowem i 4 lipca 1916 w bitwie pod Kostiuchnówką. 25 lipca 1917 w Lublinie został superarbitrowany i uznany za zdolnego do służby bez broni. Po zwolnieniu z Legionów działał w Polskiej Organizacji Wojskowej w Sosnowcu i Lubartowie.
Od listopada 1918 służył w Milicji Ludowej w Płocku na stanowisku adiutanta komendy okręgowej. Od czerwca 1919 w Wojsku Polskim, przydzielony został do batalionu zapasowego 6 pułku piechoty Legionów w Płocku na stanowisko młodszego oficera. W styczniu 1920 został przeniesiony do Centralnego Obozu Szkół Podoficerskich Artylerii w Toruniu. W czasie wojny z bolszewikami został skierowany na front na czele spieszonej baterii.
Po zakończeniu działań wojennych pozostał w wojsku jako oficer zawodowy i kontynuował służbę w 6 pp Leg. w Wilnie, w którym był kierownikiem sportowym. W czerwcu 1921 był przydzielony z macierzystego pułku do Oddziału III Sztabu Ministerstwa Spraw Wojskowych w Warszawie. 3 maja 1922 został zweryfikowany w stopniu porucznika ze starszeństwem od 1 czerwca 1919 i 1208. lokatą w korpusie oficerów piechoty. W tym samym roku w Wilnie ukończył kursy maturalne i zdał egzamin dojrzałości. 1 grudnia 1924 prezydent RP nadał mu stopień kapitana z dniem 15 sierpnia 1924 i 476. lokatą w korpusie oficerów piechoty. Ukończył następnie IV Oficerski Kurs Wychowania Fizycznego w Centralnej Wojskowej Szkole Gimnastyki i Sportów w Poznaniu (1925) i roczny Kurs Szermierczy 1925/26. Po ukończeniu kursów pozostał w szkole (od 1929 Centralny Instytut Wychowania Fizycznego w Warszawie) na stanowisku dowódcy kompanii oficerskiej oraz wykładowcy teorii sportu i instruktora gimnastyki, lekkiej atletyki, szermierki, walki bagnetem, a także gier ruchowych i sportowych. Publikował artykuły o zaprawie lekkoatletycznej, o grach sportowych i kursach przedolimpijskich w „Żołnierzu Wielkopolskim”, „Junaku” i „Stadionie”. W Polskim Radiu prowadził gimnastykę poranną (1932–39) i jako prezes kierował pracami warszawskiego AZS (1929–1930). Był też członkiem zarządu PZLA.
Jako lekkoatleta – sprinter i wieloboista reprezentował barwy: Strzelca Wilno, 6 pp Legionów Wilno, Wilii Wilno i AZS Warszawa. Startował na igrzyskach olimpijskich w Paryżu (1924), odpadając w eliminacjach do biegu na 100 m. 15-krotny rekordzista Polski i 11-krotny mistrz Polski w konkurencjach lekkoatletycznych (100 m, 200 m, 110 m pł, rzut oszczepem, skok w dal, sztafeta 4 x 100 m i pięciobój). W 1928 w zawodach o mistrzostwo Armii zajął pierwsze miejsce w biegu na 110 m i drugie w biegu na 100 m.
W marcu 1932 został przeniesiony do 21 pułku piechoty w Warszawie. W wieku 35 lat zaczął uprawiać szermierkę, reprezentując barwy AZS i Legii Warszawa (startował do 54 roku życia). W 1932 wystąpił na igrzyskach olimpijskich w Los Angeles, gdzie razem z kolegami z reprezentacji zdobył brązowy medal. Dwa lata później zdobył drużynowo brązowy medal na mistrzostwach świata w Warszawie. Brał też udział w igrzyskach olimpijskich w Berlinie w 1936, gdzie Polacy zajęli czwarte miejsce w szabli drużynowej. W turnieju indywidualnym odpadł w ćwierćfinałach. Na stopień majora został awansowany ze starszeństwem z 19 marca 1937 i 41. lokatą w korpusie oficerów piechoty. W marcu 1939 w dalszym ciągu pełnił służbę w 21 pp na stanowisku dowódcy I batalionu. Został powołany do polskiej kadry na Letnie Igrzyska Olimpijskie 1940. Ślubowanie złożył 16 maja 1939 w Warszawie, a przed ceremonią poprowadził defiladę zawodników. Był jedynym olimpijczykiem okresu międzywojennego, który uczestniczył w igrzyskach olimpijskich w dwóch różnych dyscyplinach sportu.
W kampanii wrześniowej 1939 dowodził I batalionem 21 pułku piechoty. Walczył w bitwie pod Mławą, w obronie Modlina, a następnie w obronie Warszawy. Po kapitulacji stolicy w niewoli niemieckiej, m.in. w Oflagu X B Nienburg, Oflagu X A/Z Itzehoe, Stalagu X B Sandbostel, Oflagu X C Lubeka i od 17 września 1942 w Oflagu VI B Dössel (numer jeńca 75032). Tam organizował gimnastykę i zajęcia sportowe dla jeńców.
Po wojnie m.in. dyrektor Państwowych Uzdrowisk w Szklarskiej Porębie i Karpaczu, kierownik ośrodka szermierczego CRZZ, od 1957 trener w klubach RKS Marymont (wychowawca m.in. Ryszarda Parulskiego i Witolda Woydy) i Skra Warszawa. W 1957 został pierwszym prezesem Polskiego Związku Sportów Saneczkowych. Autor wielu podręczników sportowych. Zmarł 23 lutego 1969 w Warszawie i został pochowany na cmentarzu Wojskowym na Powązkach (kwatera B 18, rząd 2, miejsce 8).
Od 2 kwietnia 1921 był żonaty z Haliną Janiną Górecką (1899–1975), z którą miał córkę Annę Krystynę po mężu Dzieciuchowicz (1922–2008) i syna Jerzego (1930–1987), aktora i reżysera.

## Ordery i odznaczenia
- Krzyż Srebrny Orderu Wojennego Virtuti Militari – 29 września 1939 przez dowódcę Armii „Warszawa”, gen. dyw. Juliusza Rómmla „w uznaniu zasług i wykazane męstwo i ofiarność w czasie walk z Niemcami”[37]
- Krzyż Niepodległości – 9 stycznia 1932 „za pracę w dziele odzyskania niepodległości”[38]
- Krzyż Kawalerski Orderu Odrodzenia Polski[36]
- Krzyż Walecznych[5]
- Srebrny Krzyż Zasługi – 10 listopada 1928[39]
- Medal Pamiątkowy za Wojnę 1918–1921
- Medal Dziesięciolecia Odzyskanej Niepodległości
- Państwowa Odznaka Sportowa[40]
- Węgierski Krzyż Zasługi IV klasy – 1933[41]